# Dichiarazione d'indipendenza dell'Albania

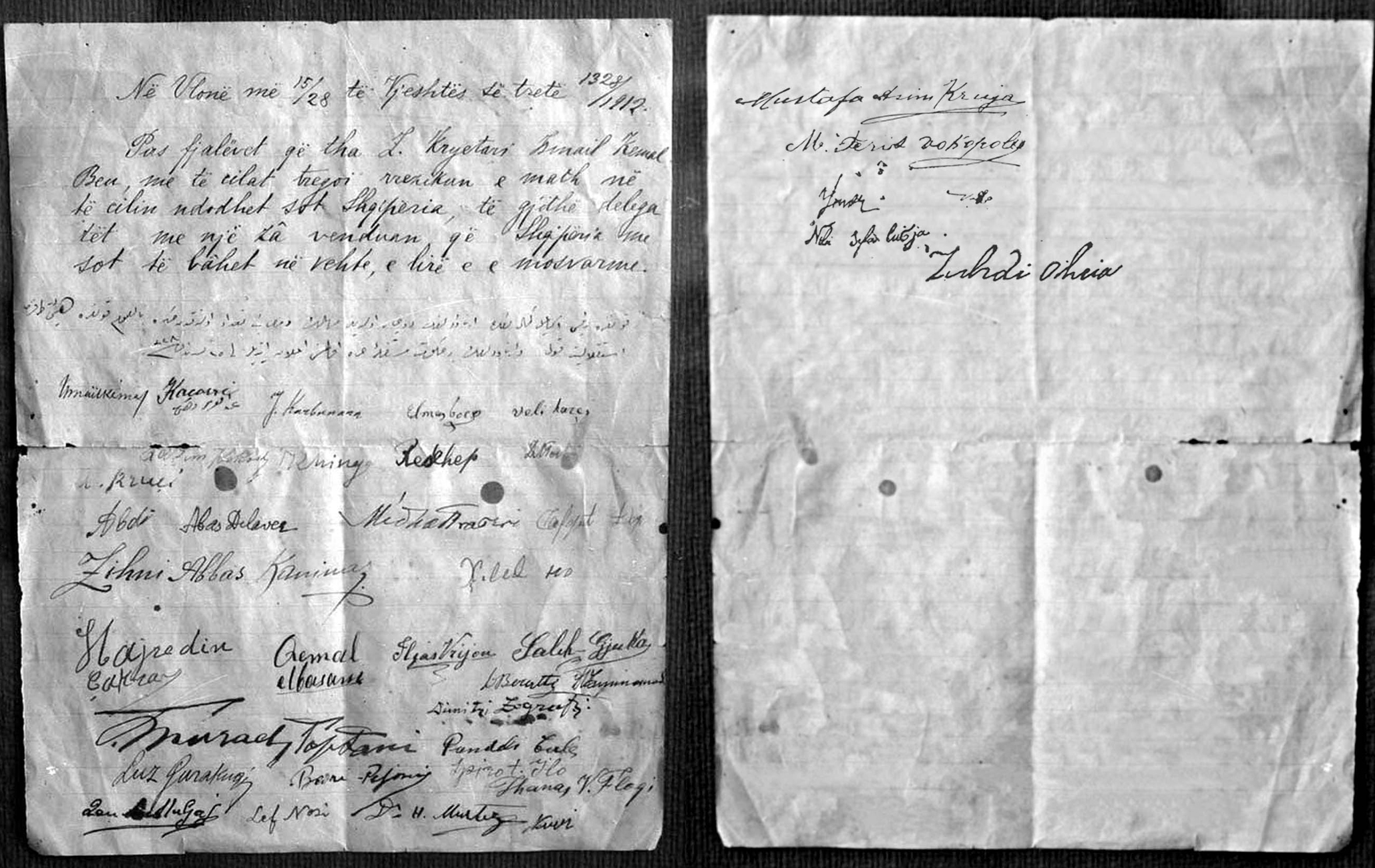
Originale della dichiarazione d'indipendenza dell'Albania, conservata dal ministro e firmatario Lef Nosi

La dichiarazione d'indipendenza dell'Albania (in albanese: Shpallja e Pavarësisë së Shqipërisë) è stato il documento che ha sancito l'indipendenza dell'Albania dall'Impero ottomano.
La dichiarazione è stata firmata da 40 esponenti dell'indipendentismo albanese, tra cui il primo ministro Ismail Qemali, a Valona il 28 novembre 1912 ed è stata riconosciuta internazionalmente il 30 maggio 1913 con la firma del trattato di Londra.

## Storia
In seguito al successo della rivolta albanese del 1912 si rese evidente la debolezza dell'Impero ottomano, pertanto si progettò di creare un vilayet albanese accorpando tra di loro quelli del Kosovo, di Scutari, di Monastir, di Giannina e quello di Salonicco. I negoziati per la sua creazione incominciarono nel corso del 1912 ma furono interrotti dallo scoppio della prima guerra balcanica.
Su iniziativa di Ismail Qemali si riunì il congresso panalbanese a Valona, a cui furono invitati gli abitanti dei vilayet di etnia albanese. 40 delegati formarono l'Assemblea di Valona, attraverso cui fu ratificata la dichiarazione d'indipendenza e successivamente istituì il primo governo albanese, retto dal Primo ministro Qemali, e il Senato.

### Riconoscimento

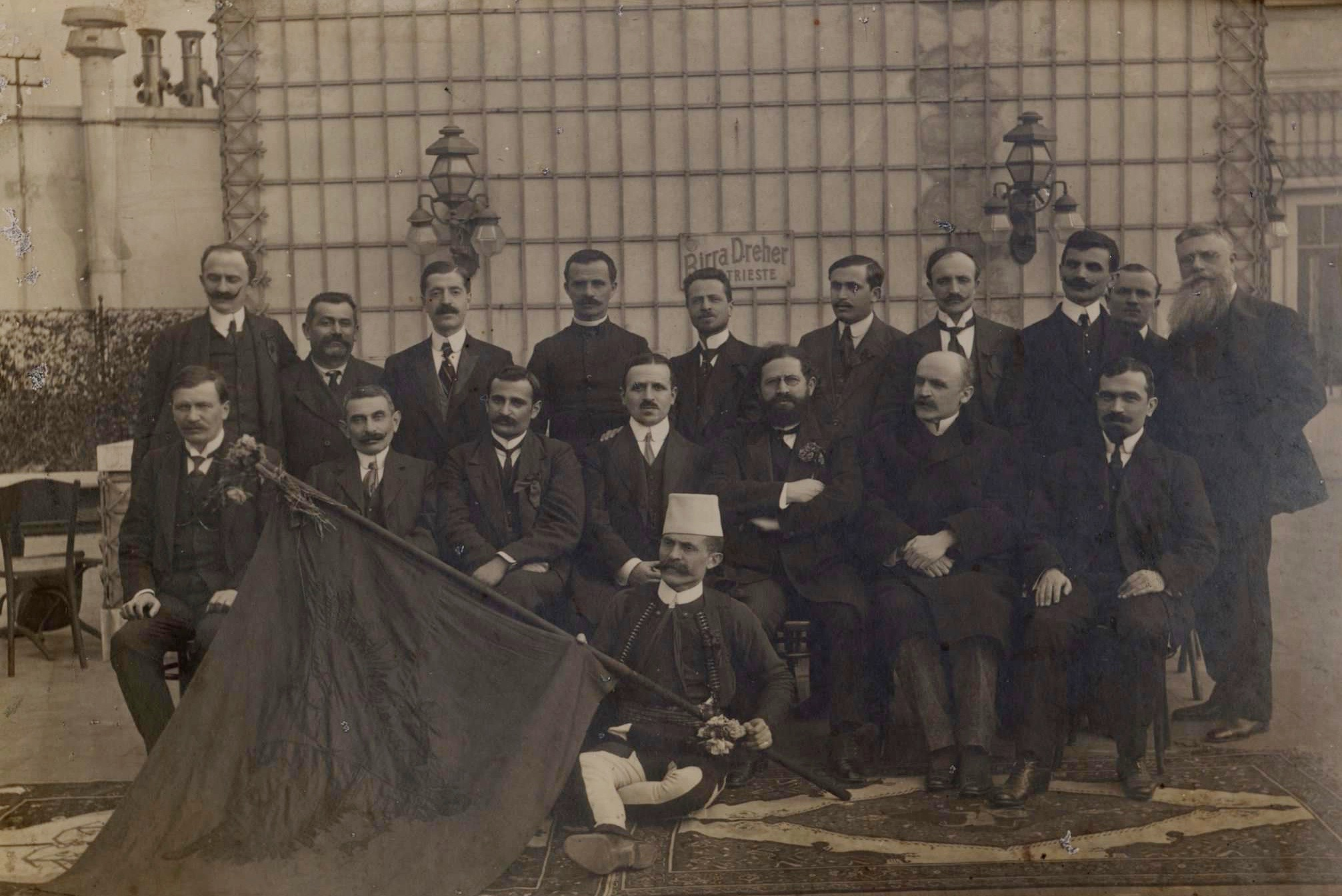
Alcuni dei delegati del Congresso di Trieste

Il primo riconoscimento internazionale arrivò dagli albanesi della diaspora, che riunitisi il 1º marzo 1913 nel Congresso di Trieste riconobbero la legittimità del governo provvisorio di Qemali.
Internazionalmente invece il riconoscimento è avvenuto con la firma del trattato di Londra il 30 maggio 1913. Infatti la lega Balcanica, che aveva occupato durante la guerra i vilayet albanesi, fu obbligata a ritirare le proprie armate e si stabilirono i confini del neonato stato. Tali confini tuttavia furono più ridotti rispetto a quelli rivendicati dagli albanesi, infatti la Ciamuria fu ceduta al Regno di Grecia, mentre la Dardania al Regno di Serbia.

## Testo
In Valona, 15/28 del terzo autunno 1328/1912
In seguito alle parole pronunciate dal Presidente Ismail Qemal Bej, con cui ha descritto la situazione di grande pericolo che l'Albania sta vivendo oggi, tutti i delegati all'unanimità hanno deciso che da oggi l'Albania sarà sola, libera ed indipendente.

## Firmatari della Dichiarazione
Di seguito sono elencati i 40 firmatari della dichiarazione (tra parentesi sono indicati le eventuali forme alternative o gli pseudonimi utilizzati). Alcune di esse risultano illeggibili, tuttavia i nomi dei firmatari sono state riportati dal giornale Perlindja e Shqipëniës.
1. Ismail Qemali (Ismaïl Kemal)
2. Nikoll Kaçorri (Kaçorri)
3. Vehbi Dibra
4. Babë Dud Karbunara (Jorgji Karbunara)
5. Elmas Boçe (Elmas Boce)
6. Veli Harçi
7. Qazim Kokoshi
8. Jani Minga (J K Minga)
9. Rexhep Mitrovica (Rexhep)
10. Dhimitër Tutulani (Illeggibile)
11. Aristidh Ruçi (A. Ruçi)
12. Abdi Toptani (Abdi)
13. Abaz Çelkupa (Abaz Dilaver)
14. Mid'hat Frashëri (Midhat Frashëri)
15. Shefqet Dajiu (Sefqit Daji)
16. Zihni Abaz Kanina (Zihni Abbas Kanina)
17. Xhelal Koprëncka (Xelal Ko)
18. Hajredin Çakrani (Hajredin Çakran)
19. Qemal Karaosmani (Qemal Elbasani)
20. Iliaz Vrioni (Iljas Vrijon)
21. Salih Gjuka
22. Dhimitër Beratti (D Beratti)
23. Dhimitër Mborja (Dh Emmanuel)
24. Dhimitër Zografi (Dimitri Zografi)
25. Murad Toptani
26. Pandeli Cale
27. Luigi Gurakuqi (Luz Gurakuqi)
28. Bedri Pejani
29. Spiridon Ilo (Spiro T. Ÿlo)
30. Thanas Floqi (Thanas V. Floqi)
31. Qemal Mullaj (Illeggibile)
32. Lef Nosi
33. Myrteza Ali Struga (D. H. Murtezi)
34. Nuri Sojliu (Nurri)
35. Mustafa Merlika Kruja (Mustafa Asim Kruja)
36. Ferit Vokopola (M. Ferid Vokopola)
37. Ymer Deliallisi (Ymer)
38. Xhemal Deliallisi (Cemmalyyddin bey)
39. Nebi Sefa (Nebi Sefa Lusja)
40. Zyhdi Ohri (Zuhdi Ohria)